# Wamena
Wamena es una ciudad de Indonesia ubicada en Nueva Guinea Occidental. Está ubicada en el Valle de Baliem. Es la capital de la Regencia de Jayawijaya en la provincia  Alta Papúa.

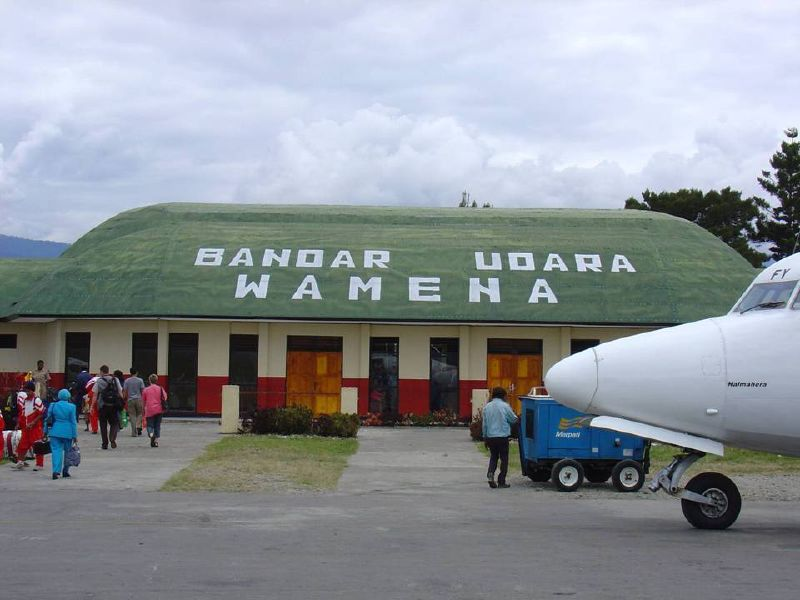
Aeropuerto de Wamena

Por su ubicación en las tierras altas del interior, el acceso al pueblo es principalmente por vía aérea a través del Aeropuerto de Wamena.
La ciudad fue golpeada por un motín el 23 de septiembre de 2019, tras los insultos racistas de un profesor contra un alumno. Según las autoridades locales, 33 personas murieron.